# Kryterium d’Alemberta
Kryterium d’Alemberta (także kryterium ilorazowe d’Alemberta) – jedno z podstawowych kryteriów zbieżności szeregów o wyrazach dodatnich udowodnione przez d’Alemberta.

## Kryterium
Niech dany będzie szereg liczbowy
|  |  | {\displaystyle \sum _{k=1}^{\infty }a_{k}} |  | (A) |

o wyrazach dodatnich oraz niech
{\displaystyle D_{n}={\frac {a_{n+1}}{a_{n}}}\qquad (n\in \mathbb {N} ).}
- Jeżeli dla dostatecznie dużych {\displaystyle n} oraz pewnego {\displaystyle r<1} spełniona jest nierówność

{\displaystyle D_{n}\leqslant r,}
to szereg (A) jest zbieżny.
- Jeżeli zaś dla dostatecznie dużych {\displaystyle n} spełniona jest nierówność

{\displaystyle D_{n}>1,}
to szereg (A) jest rozbieżny.

### Wersja graniczna kryterium
Często używana jest też następująca, formalnie słabsza, wersja kryterium. Jeżeli istnieje granica
{\displaystyle D=\lim _{n\to \infty }D_{n},}
to
- gdy {\displaystyle D<1,} szereg (A) jest zbieżny, oraz
- gdy {\displaystyle D>1,} szereg (A) jest rozbieżny[2].

## Przypadek, w którym kryterium nie rozstrzyga
Kryterium nie przesądza o zbieżności lub rozbieżności szeregu w przypadku, gdy
{\displaystyle \limsup _{n\to \infty }D_{n}=1.}
Istotnie, rozważmy ciągi
{\displaystyle a_{n}={\frac {1}{n}},\;b_{n}={\frac {1}{n^{2}}}.}
Wówczas
{\displaystyle \lim _{n\to \infty }{\frac {a_{n+1}}{a_{n}}}=\lim _{n\to \infty }{\frac {b_{n+1}}{b_{n}}}=1.}
Jednak szereg (A) jest rozbieżny jako szereg harmoniczny, a drugi z szeregów jest zbieżny (zob. problem bazylejski).

## Dowód
Załóżmy, że dla dostatecznie dużych {\displaystyle n} oraz pewnego {\displaystyle r<1} spełniona jest nierówność
{\displaystyle D_{n}\leqslant r.}
Stąd
{\displaystyle a_{n+1}\leqslant r\cdot a_{n}}
dla każdego {\displaystyle n\geqslant N.} Oznacza to, że dla każdego {\displaystyle n>N} spełniona jest nierówność
{\displaystyle a_{N+n}\leqslant r^{n}\cdot a_{N}.}
Szereg
{\displaystyle a_{N}+r\cdot a_{N}+r^{2}\cdot a_{N}+r^{3}a_{N}+\ldots }
jest zbieżny jako szereg geometryczny o ilorazie {\displaystyle r<1.} Ponadto, majoryzuje on szereg
{\displaystyle a_{N}+a_{N+1}+a_{N+2}+a_{N+3}+\ldots }
Na mocy kryterium porównawczego szereg (A) jest zatem zbieżny.
W przypadku gdy istnieje taka liczba {\displaystyle N,} że nierówność
{\displaystyle {\frac {a_{n+1}}{a_{n}}}\geqslant 1}
zachodzi dla wszystkich {\displaystyle n\geqslant N,} szereg (A) nie spełnia warunku koniecznego zbieżności, tj. ciąg {\displaystyle (a_{n})_{n=1}^{\infty }} nie jest zbieżny do 0. W szczególności, szereg (A) jest rozbieżny.

## Przykłady zastosowania
- Kryterium d’Alemberta jest szczególnie pomocne, gdy wyraz ogólny {\displaystyle a_{n}} szeregu (A) zawiera symbol silni. Rozważmy następujący przykład

{\displaystyle \sum _{n=1}^{\infty }{\frac {n!}{n^{n}}}.}
Wyraz ogólny tego szeregu jest postaci
{\displaystyle a_{n}={\frac {n!}{n^{n}}}.}
Mamy
{\displaystyle D_{n}={\frac {\frac {(n+1)!}{(n+1)^{n+1}}}{\frac {n!}{n^{n}}}}={\frac {(n+1)!}{n!}}\cdot {\frac {n^{n}}{(n+1)^{n+1}}}={\frac {n!(n+1)}{n!}}\cdot {\frac {n^{n}}{(n+1)^{n}(n+1)}}=\left({\frac {n}{n+1}}\right)^{n}={\frac {1}{(1+{\frac {1}{n}})^{n}}}.}
Zatem korzystając z granicy
{\displaystyle \lim _{n\to \infty }\left(1+{\frac {1}{n}}\right)^{n}=e,}
otrzymujemy
{\displaystyle \lim _{n\to \infty }D_{n}={\frac {1}{e}}<1,}
co dowodzi zbieżności rozważanego szeregu.
- Niech

{\displaystyle a_{n}={\frac {1\cdot 3\cdot 5\cdot \ldots \cdot (2n-1)}{3^{n}}}={\frac {(2n)!}{6^{n}n!}}\quad (n\in \mathbb {N} ).}
Wówczas
{\displaystyle D_{n}={\frac {a_{n+1}}{a_{n}}}={\frac {(2n+2)!}{6^{n+1}(n+1)!}}\cdot {\frac {6^{n}n!}{(2n)!}}={\frac {1}{6}}\cdot {\frac {(2n+1)(2n+2)}{n+1}}\ {\xrightarrow[{n\to \infty }]{}}\infty .}
Oznacza to, że szereg
{\displaystyle \sum _{n=1}^{\infty }{\frac {1\cdot 3\cdot 5\cdot \ldots \cdot (2n-1)}{3^{n}}}}
jest rozbieżny.

## Literatura dodatkowa
- Karl R. Stromberg: An Introduction to Classical Real Analysis. Providence, Rhode Island: AMS Chelsea Publishing, 2015. ISBN 978-1-4704-2544-9.